# Burgpreppach
Burgpreppach là một đô thị ở Haßberge bang Bavaria thuộc nước Đức.